# غابرييلا باز
غابرييلا باز (بالإسبانية: Gabriela Paz)‏ مواليد 30 سبتمبر 1991 في بلنسية، هي لاعبة كرة مضرب فنزويلية سابقة بدأت مسيرتها كمحترفة سنة 2006، اعتزلت اللعب في مايو 2015. أعلى تصنيف لها في الفردي كان المركز الـ 230 في سنة 2009. أعلى تصنيف لها في الزوجي كان المركز الـ 299 في سنة 2012.

## روابط خارجية
- غابرييلا باز على موقع رابطة محترفات التنس (الإنجليزية)
- غابرييلا باز على موقع الاتحاد الدولي لكرة المضرب (الإنجليزية)
- غابرييلا باز على موقع كأس بيلي جين كينغ (الإنجليزية)
- غابرييلا باز على موقع خلاصة التنس.كوم (الإنجليزية)